# Olympische Sommerspiele 1988/Teilnehmer (Guam)
| Gelbes Symbol für Goldmedaillen mit stilisierten Olympischen Ringen | Graues Symbol für Silbermedaillen mit stilisierten Olympischen Ringen | Braundes Symbol für Bronzemedaillen mit stilisierten Olympischen Ringen |
| ------------------------------------------------------------------- | --------------------------------------------------------------------- | ----------------------------------------------------------------------- |
| —                                                                   | —                                                                     | —                                                                       |

Guam nahm an den Olympischen Sommerspielen 1988 in Seoul, Südkorea, mit einer Delegation von 19 Sportlern (14 Männer und fünf Frauen) teil. Es war die erste Teilnahme bei Olympischen Spielen für Guam.

## Teilnehmer nach Sportarten

### Boxen
- Eduardo de la Peña
Leichtgewicht: 17. Platz

### Gewichtheben
- Pete Fejeran
Leichtgewicht: 22. Platz

- Milan Cukovic
II. Schwergewicht: 17. Platz

### Judo
- Derrick Anderson
Halbleichtgewicht: 34. Platz

- Mariano Aquino
Halbmittelgewicht: 20. Platz

- Ricardo Blas
Schwergewicht: 19. Platz

### Leichtathletik
- Fred Schumann
Marathon: 86. Platz

- James Walker
Marathon: 90. Platz

- Ricardo Taitano
Marathon: 94. Platz

- Julie Ogborn
Frauen, Marathon: 59. Platz

- Lourdes Klitzkie
Frauen, Marathon: 63. Platz

- Mariana Ysrael
Frauen, Marathon: 64. Platz

### Ringen
- Reuben Tucker
Halbschwergewicht, Freistil: Gruppenphase

### Schwimmen
- Jonathan Sakovich
100 Meter Freistil: 53. Platz
200 Meter Freistil: 49. Platz
400 Meter Freistil: 41. Platz
1500 Meter Freistil: 35. Platz
200 Meter Lagen: 45. Platz
400 Meter Lagen: 29. Platz

- Patrick Sagisi
100 Meter Rücken: 41. Platz
200 Meter Rücken: 36. Platz

- Veronica Cummings
Frauen, 50 Meter Freistil: 43. Platz
Frauen, 100 Meter Freistil: 50. Platz

- Barbara Gayle
Frauen, 100 Meter Schmetterling: 40. Platz

### Segeln
- Jan Iriarte
Windsurfen: 41. Platz

- Gary Griffin
Finn-Dinghy: 32. Platz